# ヒトラーに似た猫

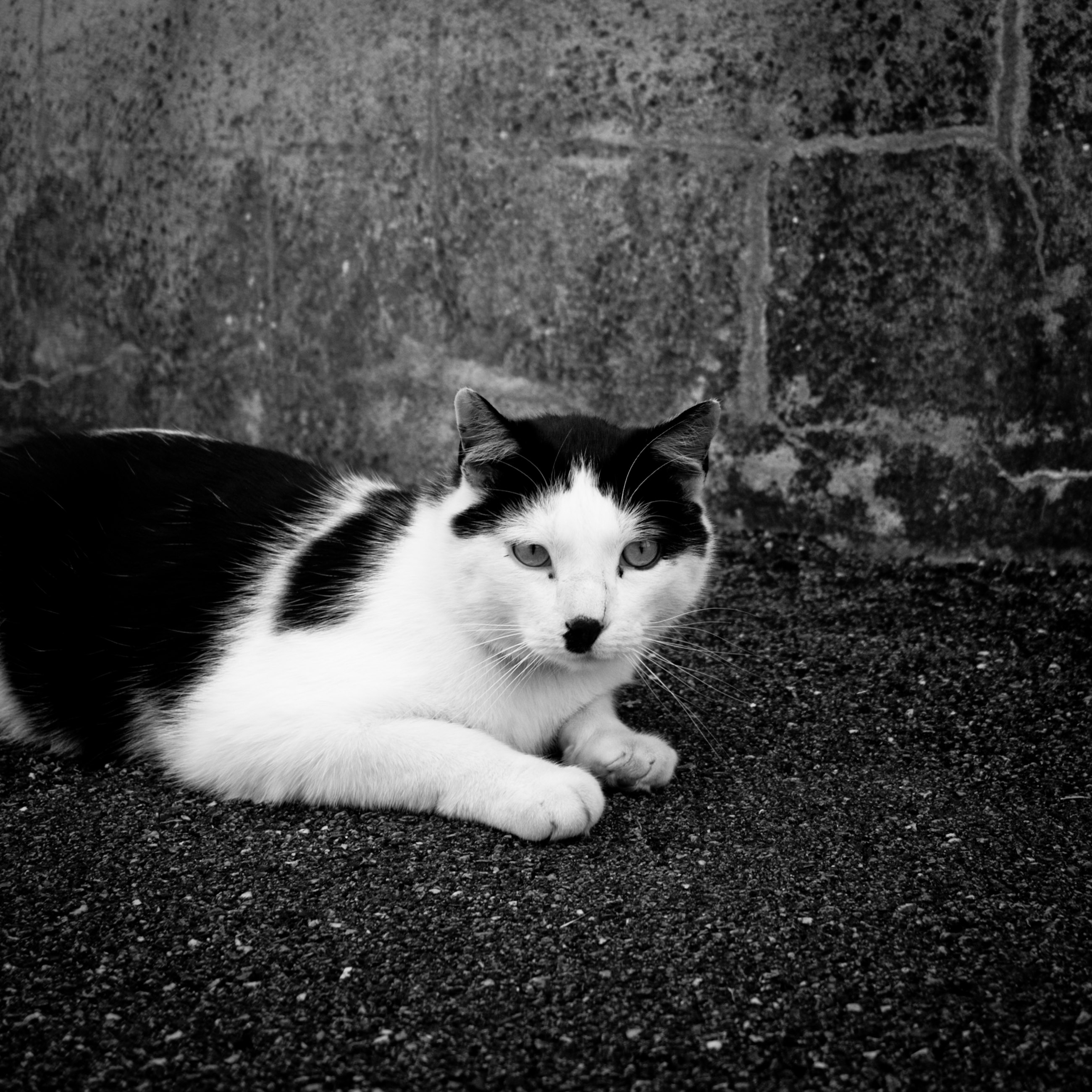
ヒトラーに似た猫

ヒトラーに似た猫（英:Cats That Look Like Hitler）はアドルフ・ヒトラーに似た猫の写真を掲載するウェブサイトである。2006年にKoos PlegtとPaul Neveによって開設された。ヒトラーに似た猫はkitten（子猫）とHitlerをもじってキットラー（Kitler）とも呼ばれる。

## 概要
オランダ人のKoos Plegtが故郷でヒトラーによく似た猫に出会ったことをきっかけに友人たちの間でヒトラーに似た猫の写真を撮影することが広まった。そのため彼はヒトラーに似た猫の写真を投稿するためのサイトを立ち上げた。このサイトは共同運営を申し出たイギリス人のPaul Neveによって改良され、現在の姿になった。その後Koos Plegtは連絡がつかなくなったことでサイトはPaul Neveによって運営され、2013年2月までに7500匹の猫の写真の掲載が承認された。